# ماري أميرة هوهنتسولرن زيغمارينغن

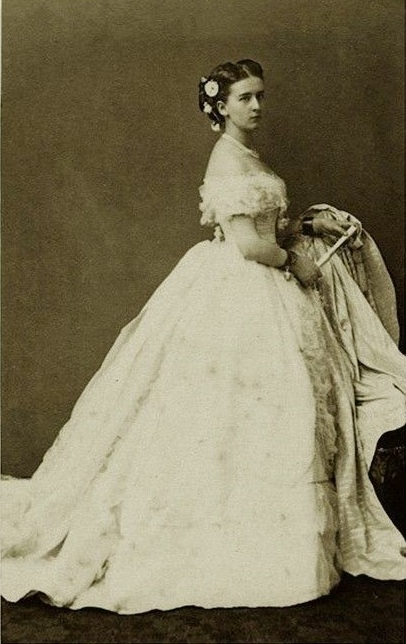
ماري أميرة هوهنتسولرن زيغمارينغن.

ماري أميرة هوهنتسولرن زيغمارينغن (بالألمانية: Maria Luise von Hohenzollern-Sigmaringen)‏ (17 نوفمبر 1845 - 26 نوفمبر 1912) كانت متزوجة من الأمير فيليب، كونت فلاندرز.

## العائلة
كانت ماري لويز ابنة الأمير كارل انطون أمير هوهنزولرن رئيس وزراء روسيا والأميرة جوزفين من بادن وعلى هذا النحو أخت كارول الأولى من رومانيا وخالة خليفته فرديناند من رومانيا.

## زواجها
اعتبرت ماري أميرة هوهنتسولرن زيغمارينغن كزوجة محتملة لإدوارد السابع من المملكة المتحدة في المستقبل. على الرغم من أن عائلتها كانت تعتبرها «جميلة جدًا»، إلا أن دينها الكاثوليكي منعها من أن تكون رفيقة مناسبة لرئيس الكنيسة الأنجليكانية. في 25 أبريل 1867 في كاتدرائية سانت هيدويغ في برلين، تزوجت من الأمير فيليب، كونت فلاندرز، الابن الثاني لملك بلجيكا ليوبولد الأول ولويز ماري من أورليا. أنجبا خمسة أطفال.
1. الأمير بودوان من بلجيكا (3 يونيو 1869 - 23 يناير 1891) توفي بسبب الإنفلونزا عن عمر يناهز 21 عامًا
2. الأميرة هنرييت من بلجيكا (30 نوفمبر 1870 - 28 مارس 1948) هي توأم أميرة بلجيكا جوزفين ماري. تزوجت من الأمير إيمانويل دوق فاندوم في 12 فبراير 1896. ولديهما أربعة أطفال.
3. توفيت أميرة بلجيكا جوزفين ماري (30 نوفمبر 1870 - 18 يناير 1871) في شهر واحد.
4. الأميرة جوزفين كارولين من بلجيكا (18 أكتوبر 1872 - 6 يناير 1958) تزوجت من الأمير كارل أنطون من هوهنزولرن في 28 مايو 1894. ولديهما أربعة أطفال.
5. الملك ألبرت الأول ملك البلجيكيين (8 أبريل 1875 - 17 فبراير 1934) تزوج من الدوقة إليزابيث في بافاريا في 2 أكتوبر 1900. ولديهما ثلاثة أطفال.

كانت الأميرة ماري فنانة بارعة حتى أنها كانت تعرض لوحاتها من حين لآخر في معرض بروكسل. كان لديها صالون أدبي، والذي كان مكان تجمع العديد من المؤلفين بالإضافة إلى سمة من سمات الحياة الاجتماعية في بروكسل لمدة أربعين عامًا. كما أظهرت تقديرها للموسيقى، حيث منحت في إحدى المرات ميدالية ذهبية إلى فرقة زويلنر الرباعية بعد أن قدمت عرضًا للعائلة المالكة البلجيكية.

## الوفاة
توفيت ماري لويز في بلجيكا عام 1912 عن عمر يناهز 67 عامًا، بعد إصابتها بالتهاب رئوي لعدة أيام. دفنت في كنيسة سيدة لكن.

## مرتبة الشرف
1. سيدة وسام القديسة إيزابيل.
2. صليب السيدة الكبير في وسام التاج الحديدي.
3. سيدة صليب النجوم.
4. مملكة بافاريا: سيدة وسام القديسة إليزابيث، 1900: هدية زفاف على شرف ابنها.